# سيجيبيرت الثاني
سيجيبيرت الثاني (601-613) أو سيجيسبيرت الثاني، كان الابن غير الشرعي لإرمنبرج وثيودوريك الثاني، الذي ورث منه ممالك بورغندي وأوستراسيا في 613. ومع ذلك، فقد وقع تحت تأثير جدته، برونهيلدا. وارنشار، عمدة قصر أوستراسيا جلبت سيجيبرت أمام الجمعية الوطنية، حيث أعلن ملكا من قبل النبلاء على كل من ممالك والده. ومع ذلك، عندما غزا كلوتير الثاني من نيوستريا المملكة، خان وارناشار ورادو، عمدة قصر بورغندي، سيجيبيرت وبرونهيلدا وانضموا مع كلوتير. والاعتراف بكلوتير كالوصي الشرعي والحامي على سيجيبيرت وأمر الجيش بعدم معارضة النيوستريين. التقى برونهيلدا وسيجيبيرت بجيش كلوتير في أن، لكن باتريكيان أليثيوس ودوك روكو ودوك سيغفالد هرَّبوا مضيفها واضطر برونهيلدا وسيجيبيرت إلى الفرار قبل أن يأسرهم رجال كلوتير في بحيرة نيوشاتيل. أعدم برونهيلدا، سيجيبيرت الصغير وشقيق سيجيبيرت الأصغر كوربو بأوامر كلوتير، وتم إعادة توحيد أوستراسيا ونيوستريا تحت حكم كلوتير، الذي حكم الآن مملكة الفرنجة بأكملها.